# Yū Yonehara
Yū Yonehara (japanisch 米原 祐 Yonehara Yū; * 18. August 1994 in Kobe) ist ein japanischer Fußballspieler.

## Karriere
Yonehara erlernte das Fußballspielen in der Schulmannschaft der Sakuyo High School und der Universitätsmannschaft der Kwansei-Gakuin-Universität. Seinen ersten Vertrag unterschrieb er 2017 beim SC Sagamihara. Der Verein spielte in der dritthöchsten Liga des Landes, der J3 League. Für den Verein absolvierte er 36 Ligaspiele. 2019 wechselte er zum Ligakonkurrenten Iwate Grulla Morioka. Für den Verein absolvierte er 17 Ligaspiele. Im Februar 2020 wechselte er zum Regionalligisten Criacao Shinjuku. Der Verein spielte in der Kanto Soccer League (Div.1). Am Ende der Saison 2021 wurde er mit dem Verein aus der Präfektur Tokio Meister und stieg in die vierte Liga auf.

## Erfolge
Criacao Shinjuku
- Kanto Soccer League (Div.1): 2021  ▲